# Anacropora forbesi
Anacropora forbesi is een rifkoralensoort uit de familie van de Acroporidae. De wetenschappelijke naam van de soort is voor het eerst geldig gepubliceerd in 1884 door Ridley.